# Gasimurski Sawod
Gasimurski Sawod (russisch Газимурский Завод) ist ein Dorf in der Region Transbaikalien (Russland) mit 2657 Einwohnern (Stand 14. Oktober 2010).

## Geographie
Der Ort liegt im Gasimursenke genannten Becken zwischen den Mittelgebirgen des südöstlichen Transbaikaliens, etwa 500 Kilometer südöstlich der Regionshauptstadt Tschita. Nordwestlich erheben sich gut 1000 Meter hohe Ausläufer des Borschtschowotschnygebirges, südöstlich das Urjumkangebirge mit dem 1325 m hohen Berg Werschina Baidonki, nordöstlich beginnt das Gasimurgebirge mit dem 1372 m hohen Golez Uschmunski.
Gasimurski Sawod liegt am rechten der in diesem Abschnitt zwei Arme des Gasimur, eines linken Nebenflusses des Amur-Quellflusses Argun.
Der Ort ist Verwaltungszentrum des gleichnamigen Rajons Gasimurski Sawod. Zur administrativen Einheit Dörfliche Siedlung Gasimurski Sawod gehören auch die umliegenden Dörfer Igdotscha, Jamkun, Korabl, Pawlowsk und Taina mit jeweils wenigen Hundert Einwohnern.

## Geschichte
Auf Grundlage zweier 1773 entdeckter Silber- und Bleierzvorkommen beim Dorf Taina und am hier von rechts in den Gasimur mündenden Bach Ildikan wurde an Stelle des heutigen Dorfes ab 1774 eine kleine Schmelzhütte errichtet und 1778 in Betrieb genommen. Nach einer Zerstörung durch Hochwasser wurde sie neu errichtet und 1789/90 erweitert. Um das Werk war ein Dorf entstanden, das wie das Werk nach dem Fluss als Gasimurski Sawod, wörtlich Gasimur-Werk, bezeichnet wurde. Seit 1779 war der Ort Verwaltungszentrum für die umgebenden Siedlungen. Unter deren Leiter Jegor Barbot de Marny (1743–1796) war sogar geplant, die Verwaltung des ganz Südost-Transbaikalien umfassenden Bergbaugebietes von Nertschinski Sawod nach hier zu verlegen, da die dortigen Erzvorkommen bereits erschöpft waren. Da auch die Vorkommen um Gasimurski Sawod nicht die Erwartungen erfüllten, wurde von diesem Plan wieder Abstand genommen.
Das Werk wurde trotzdem 1832 noch einmal erweitert – 1834 gab es 330 Arbeiter, darunter viele Verbannte, aber dann 1846 geschlossen. Im Dorf gab es 1837 141 Häuser, 1860 109 Höfe. Ab 1851 befand sich in Gasimurski Sawod der Stab der 1. Infanteriebrigade der Transbaikal-Kosakentruppen, und ein Lazarett wurde eingerichtet, das auch der zivilen Bevölkerung offenstand. Von 1872 bis 1918 war der Ort der 3. Infanterieabteilung zugeordnet.
Am 4. Januar 1926 wurde das Dorf mit der Gründung des gleichnamigen Rajon zu seinem Verwaltungszentrum.
1961 wurden die bisher 13 landwirtschaftlichen Kolchosen des Rajons zu zwei Sowchosen zusammengefasst. Die Verwaltung eines davon wurde in Gasimurski Sawod angesiedelt.

### Bevölkerungsentwicklung
In den letzten Jahrzehnten blieb die Einwohnerzahl des Ortes entgegen dem teilweise stark rückläufigen Trend vieler Orte Transbaikaliens annähernd konstant.
| Jahr | Einwohner |
| ---- | --------- |
| 1939 | 2907      |
| 1959 | 2929      |
| 1989 | 2497      |
| 2002 | 2465      |
| 2010 | 2657      |

Anmerkung: Volkszählungsdaten

## Kultur und Sehenswürdigkeiten
In Gasimurski Sawod befindet sich das 1962 gegründete Historische und Heimatmuseum des Rajons, es gibt ein Kulturhaus und eine Bibliothek.

## Wirtschaft und Infrastruktur
Heute ist Gasimurski Sawod hauptsächlich land- und forstwirtschaftliches Zentrum, außerdem sind hier die meisten Versorgungseinrichtungen des Rajons angesiedelt.
Im zwei Kilometer südlich gelegenen Ortsteil Jamkun befindet sich am gleichnamigen, im Winter nicht zufrierenden kleinen See ein Sanatorienkomplex, zu dem unter anderen die Regionsrehabilitationsklinik Nr. 1 mit 120 Betten gehört. Mit dem hier zu Tage tretenden, leicht radioaktiven Heilwässern, die denen von Pjatigorsk ähneln, werden Krankheiten des Stütz- und Bewegungsapparates sowie der Nerven- und Herz-Kreislauf-Systems behandelt. Das Jamkuner Heilwasser wurde bereits in den 1840er Jahren wissenschaftlich untersucht, ein erster Kurort zu Beginn des 20. Jahrhunderts eingerichtet.
Durch Gasimurski Sawod führt die Regionalstraße R429, über die der Ort mit dem 173 Kilometer nordwestlich gelegenen Sretensk verbunden. Dort befindet sich auch die nächstgelegene Eisenbahnstation: Sretensk ist Endpunkt einer Zweigstrecke der Transsibirischen Eisenbahn. In südöstlicher Richtung führt die R429 in das 109 Kilometer entfernte Nertschinski Sawod und weiter nach Olotschi, einem Dorf am ab dort schiffbaren Argun und der Grenze zur Volksrepublik China. Von Gasimurski Sawod führt eine Straße in die flussabwärts am Gasimur gelegenen Dörfer Uschmun, Burukan und Batakan.
Eine seit den 1970er Jahren bestehende Flugverbindung in die Regionshauptstadt (damals Oblasthauptstadt) Tschita kam in den 1990er Jahren zum Erliegen. Die kleine Flugplatz wurde 2001 endgültig geschlossen.
2007 wurde zwischen Norilsk Nickel und der Russischen Staatsbahn eine Vereinbarung über den Bau der 375 Kilometer langen, von der Strecke nach Krasnokamensk abzweigenden Eisenbahnstrecke Naryn–Lugokan unterzeichnet, die hauptsächlich der Erschließung der bedeutenden Molybdän-, Antimon-, Kupfer-, Gold- und weiterer Erzvorkommen im Südosten der Region dienen soll. Diese liegen zu großen Teilen auf dem Territorium des Rajons Gasimurski Sawod. Gasimurski Sawod sollte nach ursprünglichen Planungen bereits 2010 erreicht und die Strecke dann weiter gasimurabwärts geführt werden. 2010 wurde die geplante Streckenlänge auf 226 Kilometer mit Gasimurski Sawod als Endpunkt verkürzt. Der Ort wurde am 9. Juni 2012 erreicht und danach der provisorische Betrieb aufgenommen. Auf der Strecke ist auch Personenverkehr vorgesehen.